# Apophis (asteroid)
99942 Apophis (engleză: /əˈpɒfɪs/, anterior cunoscut sub numele 2004 MN4) este un asteroid a cărui orbită trece prin apropierea Pământului iar acest lucru a cauzat o scurtă perioadă de îngrijorare în decembrie 2004, deoarece observațiile inițiale indicau un risc de 2,7% ca acesta să se ciocnească de Pământ la 13 aprilie 2029. Observațiile ulterioare au oferit previziuni îmbunătățite care au eliminat posibilitatea unui impact cu Terra sau cu Luna în 2029. Totuși, până în 2006, a rămas posibilitatea ca, în timpul apropierii de Pământ, Apophis să treacă printr-o așa-numită "gaură de cheie" gravitațională, o mică regiune cu o lățime de circa 0,8 km
 care poate altera traiectoria asteroidului și cauza un impact cu Pământul exact șapte ani mai târziu, la 13 aprilie 2036. 
Această posibilitate a rămas la nivelul 1 pe Scara Torino de pericol de impact până în august 2006, când probabilitatea ca Apophis să treacă prin gaura de cheie a fost determinată ca fiind foarte mică. Până în 2008, gaura de cheie a fost determinată a fi mai mică de 1 km lățime. În perioada scurtă de timp în care a fost considerat cel mai mare motiv de îngrijorare, Apophis a stabilit recordul pentru cel mai mare rating pe Scara Torino, ajungând la nivelul 4 la 27 decembrie 2004.
Diametrul lui Apophis este, conform observațiilor din 2014, de aproximativ 370 de metri. Observațiile preliminare ale radarului Goldstone din ianuarie 2013 au exclus posibilitatea unui impact cu Pământul de către Apophis în 2036. Până la data de 6 mai 2013, probabilitatea unui impact la 13 aprilie 2036 a fost eliminat. Folosind observațiile până la 26 februarie 2014, șansele de impact la 12 aprilie 2068, calculate de sistemul de monitorizare Sentry JPL, sunt de  1 la 150.000. În martie 2018 erau șapte asteroizi cu o scală de pericol de impact mai mare decât Apophis.
În medie, un asteroid de dimensiunea lui Apophis (370 de metri) este de așteptat să se ciocnească cu Pământul la fiecare 80.000 de ani. Radarul Goldstone a observat Apophis în perioada 3-11 martie 2021 ajutând la rafinarea orbitei.  La 25 martie 2021, Jet Propulsion Laboratory a anunțat că Apophis nu are nici o șansă de a se ciocni cu Pământul în următorii 100 de ani. A doua zi a fost eliminat din Tabelul de risc Sentry.

## Descoperire și denumire
Apophis a fost desoperit la 19 iunie 2004 de Roy A. Tucker, David J. Tholen și Fabrizio Bernardi la Kitt Peak National Observatory. La 21 decembrie 2004, Apophis era la 0,0963 AU (14.410.000 km; 8.950.000 mi) de Terra. În decembrie 2004 s-a calculat o soluție îmbunătățită de orbită iar în august 2005 radarul astronomic a rafinat soluția.

Când a fost descoperit, obiectul a primit denumirea provizorie de 2004 MN4, iar știrile și articolele științifice despre el au menționat acel nume. Când orbita sa a fost suficient de bine calculată, a primit numărul permanent 99942 (la 24 iunie 2005). Primirea unui număr permanent a făcut posibilă numirea de către descoperitorii săi și a primit numele "Apophis" la 19 iulie 2005. Apophis este numele grecesc al unui dușman al zeului-soare Ra din mitologia egipteană. Cunoscut și ca Apep sau Distrugătorul, Apophis era spiritul antic al răului și distrugerii, zeul demon-șarpe care locuia în întunericul etern și aștepta să distrugă Barca Solară a lui Ra care plutea deasupra cerurilor.
David J. Tholen și Tucker — doi dintre co-descoperitorii asteroidului — sunt fani ai serialului Stargate SG-1. Unul dintre personajele negative este un extraterestru numit Apophis. El este unul dintre principalele amenințări la adresa existenței civilizației pe Pământ în primele câteva sezoane, probabil acesta este motivul pentru care asteroidul a fost numit după el.

## Caracteristici fizice
Pe baza luminozității observate, diametrul lui Apophis a fost estimat inițial la 450 de metri; o estimare mai rafinată, bazată pe observațiile spectroscopice ale NASA Infrared Telescope Facility din Hawaii de către Binzel, Rivkin, Bus și Tokunaga (2005), este de 350 de metri. Pe pagina NASA este înscris cu un diametru de 330 de metri, masă de 4×1010 kg și cu o denitate presupusă de 2,6 g/cm3.
În timpul apropierii din 2029, luminozitatea lui Apophis va atinge un maxim de 3,4 magnitudine, cu o viteză unghiulară maximă de 42° pe oră. Diametrul unghiular aparent maxim va fi de ~2 arcsecunde, astfel încât el abia va fi rezolvat prin telescoape la sol fără echipare cu optică adaptativă.

## Orbită

### Apropiere maximă

Apopierea maximă a lui Apophis la 13 aprilie 2029

Bara albă indică incertitudinea în intervalul de poziții

După ce Centrul planetelor minore a confirmat descoperirea din iunie a lui Apophis, apropierea din data de 13 aprilie 2029 a fost marcată de sistemul automat Sentry al NASA și de NEODyS, un program similar realizat de Universitatea din Pisa și de Universitatea din Valladolid. La acea dată, asteroidul va deveni la fel de strălucitor ca magnitudinea 3,4 (vizibil cu ochiul liber din zonele rurale și zonele suburbane mai întunecate, vizibil cu binoclurile din cele mai multe locații). Apropierea va fi vizibilă din Europa, Africa și Asia de Vest. În timpul apropierii din 2029, Pământul îl va perturba pe Apophis de pe o orbită de clasă Aten cu o axă semi-majoră de 0,92 AU la o orbită de clasă Apollo cu o axă semi-majoră de 1,1 AU.
După ce Sentry și NEODyS au anunțat impactul posibil, observațiile suplimentare au scăzut incertitudinea în traiectoria lui Apophis. Probabilitatea unui eveniment de impact în 2029 a urcat temporar, atingând un maxim de 2,7% la 27 decembrie 2004. Această probabilitate, combinată cu mărimea acestuia, a determinat ca Apophis să fie evaluat la nivelul 4 pe Scara Torino și 1,10 pe Scara Palermo, scale pe care oamenii de știință le utilizează pentru a reprezenta cât de periculos este un asteroid pentru Pământ. Acestea sunt cele mai mari valori pentru orice obiect care a fost evaluat pe oricare dintre cele două scări. Șansele ca impactul să se producă în 2029 a fost eliminat la 27 decembrie 2004. Pericolul din 2036 a fost redus la 0 pe Scara Torino în august 2006.

### Apropierile din 2029/2036
La 13 aprilie 2029, Apophis va trece la aproximativ 31.200 de kilometri de Terra. Apropierea va fi mult mai mare decât a fost anticipată. Apropierea din martie 2036 nu va fi mai mică de aproximativ 23 milioane de km -și cel mai probabil va trece la 56 de milioane de km de Terra.

#### Observările din 2005 și 2011
În iulie 2005, fostul astronaut Apollo, Rusty Schweickart, în calitate de președinte al Fundației B612, a cerut în mod oficial NASA să investigheze posibilitatea ca orbita post-2029 a asteroidului să fie în rezonanță orbitală cu Pământul, ceea ce ar crește probabilitatea unor viitoare impacte. De asemenea, Schweickart a cerut NASA să investigheze dacă n-ar trebui ca un transponder să fie plasat pe asteroid pentru a permite urmărirea mai exactă a modului în care orbita sa este afectată de efectul Iarkovski. La 31 ianuarie 2011, astronomii au luat primele imagini noi ale lui Apophis în mai mult de 3 ani.

#### Rafinarea din 2013
Apropierea din 2029 va modifica în mod substanțial orbita obiectului determinându-l pe Jon Giorgini de la JPL să spună: "Dacă vom avea variațiile radarului din 2013 [următoarea ocazie bună], ar trebui să putem anticipa amplasarea lui 2004 MN4 până în cel puțin 2070". Apophis a trecut la 0,0966 AU (14.450.000 km) de Pământ în 2013,  permițând astronomilor să perfecționeze traiectoria pentru viitoarele treceri apropiate. Goldstone l-a observat pe Apophis în timpul apropierii acestuia de Pământ, din 3 ianuarie până în 17 ianuarie 2013. Observatorul Arecibo l-a observat pe Apophis odată ce a intrat în fereastra de declinare a lui Arecibo, după 13 februarie 2013.
O evaluare a NASA din 21 februarie 2013 care nu utilizează măsurătorile radarului din 2013 a dat o probabilitate de impact de 2,3 la un milion pentru anul 2068. Începând cu data de 6 mai 2013, folosind observațiile până la 15 aprilie 2013, probabilitatea de impact la 12 aprilie 2068, calculată de tabela de risc Sentry a crescut la 3,9 la un milion (1 din 256.000).

#### Observările din 2015
Apophis nu a mai fost observat încă din 2015, în principal pentru că orbita sa l-a dus foarte aproape de Soare din perspectiva Pământului. Cele mai recente observări din 2015 spun că probabilitatea de impact la 12 aprilie 2068 este de 6.7 la un milion (1 din 150.000) și asteroidul are o probabilitate cumulată de 9 la un milion (1 din 110.000) șanse de impact cu Pământul înainte de 2106.

### Evaluarea riscurilor
Aceste surse sunt actualizate pe măsură ce noi date orbitale devin disponibile:
- Apophis Orbital Prediction Page at NASA JPL Arhivat în 26 martie 2010, la Wayback Machine.
- Impact Risk Arhivat în 12 mai 2013, la Wayback Machine.
- Impactor table from NEODyS
- Risk list from NEODyS

### ESA
- May we deflect asteroids? Arhivat în 12 septembrie 2007, la Wayback Machine. (Advanced Concepts Team)

### NASA
- Near-Earth Asteroid Reaches Highest Score To Date On Hazard Scale Arhivat în 18 august 2007, la Wayback Machine.
- Possibility of an Earth Impact in 2029 Ruled Out for Asteroid  Arhivat în 13 ianuarie 2011, la Wayback Machine.
- Radar Observations Refine the Future Motion of Asteroid Arhivat în 21 iunie 2007, la Wayback Machine.
- Animation explaining how impact risk is determined Arhivat în 16 septembrie 2008, la Wayback Machine. from Impact Probability Arhivat în 6 ianuarie 2016, la Wayback Machine.